# Bu Tinah
Bu Tinah (en arabe : بوطينة) est un petit archipel des Émirats arabes unis. 
Préservé du développement et riche en biodiversité, il fait partie de la réserve de biosphère marine de Marawah.